# Teater
För andra betydelser, se Teater (olika betydelser).

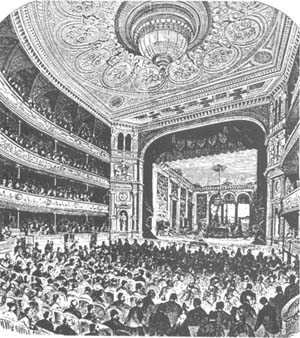
Svenska teatern i Stockholm vid invigningen 1875

Teater, ibland drama eller skådespel, är en typ av scenkonst, som syftar till att agera, berätta, framställa eller förevisa historier, idéer eller känslor inför en publik. Detta sker vanligtvis genom dialog, det vill säga tal och gester mellan olika rollfigurer, spelade, eller agerade av skådespelare. Dessa måste kunna uttrycka alternativa personligheter, åldrar, röster, kön, och kroppshållningar. Skådespeleriet i en teaterföreställning samverkar med ett antal andra visuella element, såsom scenografi, ljussättning, kostymering och smink. Ofta används ljud, specialeffekter och rekvisita för att förhöja verklighetsintrycket.
Nedskrivna teaterstycken kallas för pjäser. Det finns även former av improviserad teater i varierande utsträckning. En person som skriver pjäser kallas för dramatiker.
Teaterstycken spelas vanligen på en scen, som är en avgränsad plats väl synlig för publiken. Fram till 1500-talet var arenaliknande scener vanligast, men senare blev tittskåpsteatern den vanligaste. Idag har de flesta teaterscener möjlighet att integrera publiken.
Teaterstycken försöker traditionellt skapa en illusion eller känsla av verklighet för publiken, härav ordet föreställning. Publiken bildar då undermedvetna undantag från verklighetsuppfattningen, och accepterar till exempel att skådespelare talar högre än normalt, att de är sminkade, och att scenerier gör snabba förändringar i tid och rum. Detta gäller även den fjärde väggen, alltså den vägg som "saknas" i teaterrummets verklighet och som publiken kan "se igenom".

## Etymologi
Ordet "teater" kommer från det antika grekiska ordet 'theatron' (θέατρον), en avledning av ordet 'thea' ('att se') som betyder 'skådeplats'. Ordet har funnits i svenskan sedan 1600-talet.

## Historia
De första belagda skådespelen var årliga religiösa föreställningar som handlade om myten om Osiris och Isis under 2500-talet f.Kr.

### Antik teater
Den västerländska teatern har utvecklats ur de årliga Dionysosfesterna i antikens Grekland. Varje år ordnade man en fest till guden Dionysos' ära och som en av traditionerna byggde man då en arena för körsång. Kören bestod av dels kör, dels en försångare som sjöng en växelsång med kören. Snart började försångaren att tala istället vilket så småningom utvecklades till att försångaren skulle föreställa en person (dramats protagonist). Kören fungerade som ett språkrör åt den aktuelle dramatikern. Senare började även en motspelare agera, en så kallad antagonist. I det antika Grekland ordnade man årliga teaterfestivaler där tre antika dramatiker fick tävla med fyra pjäser var, tre tragedier och ett lustspel. På den tiden var teater, som så mycket annat, ett nöje förbehållet för Greklands medborgare (fria män) och det var bara män på scenen, även i kvinnorollerna. Man använde även masker som förstärkte rösten genom en tratt vid maskens munöppning. Skådespelarna bar också 'koturner' som var en typ av halvmeterlånga skor, även stora mantlar och huvudbonader (onkos) bars för att skådespelarna skulle synas bra. 
De stora dramatikerna under antikens Grekland var: Aiskylos som skrev Orestien (sången om Orestes), Sofokles med Elektra och Kung Oidipus samt Euripides som skrev en egen tappning av Elektra och sedan den berömda Medea.

### Romarnas teater
När Romarriket växte sig större tog romarna praktiskt taget över grekernas gudar och kultur. De kom dock att använda teatern i mer politiskt syfte, för att vinna väljare snarare än för religiösa syften. Deras teaterspel var mer lättsinniga. Gladiatorspelen är ett exempel på detta. Seneca skrev Fedra, baserat på Euripides medan Plautus skrev komedier baserade på Menander.

### Medeltidens teater
Under medeltiden iscensatte man de arturiska legenderna, samt andra romantiska teman. Mysteriespel skildrade episoder ur gamla eller Nya testamentet.

### Commedia dell'arte

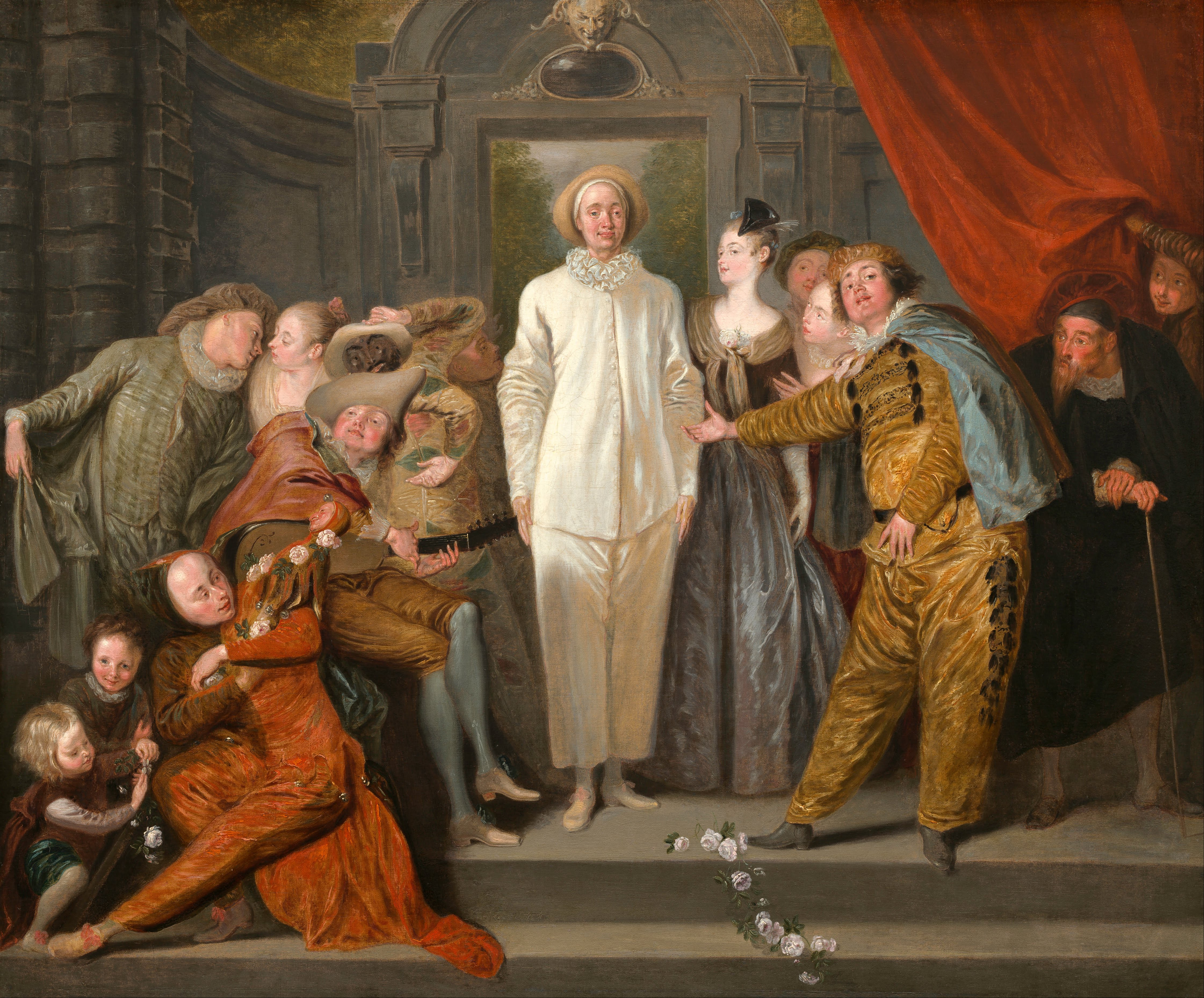
Antoine Watteau - Commedia dell'arte

En särskild form av teater, som utvecklades under senmedeltiden var Commedia dell'arte där rollfigurerna blivit stereotyper, från Harlekin till Columbine och Pajazzo/Pagliacco. Commedia dell'arte spelades av kringresande teatersällskap, snarare baserade på improvisation kring en grundidé som återanvändes med olika variationer.

### Elisabetansk teater
Från reformationen och fram till nedstängningen av teatrarna 1642 skrevs några av de verk som fått störst inflytande på den fortsatta västerländska dramatiken, under den period som ibland kallas den elisabetanska teatern. Hit hör till exempel William Shakespeares verk Hamlet, En midsommarnattsdröm och Richard III, Christopher Marlowes Den tragiska historien om Doktor Faustus och Ben Jonssons Volpone.

## Svensk teater

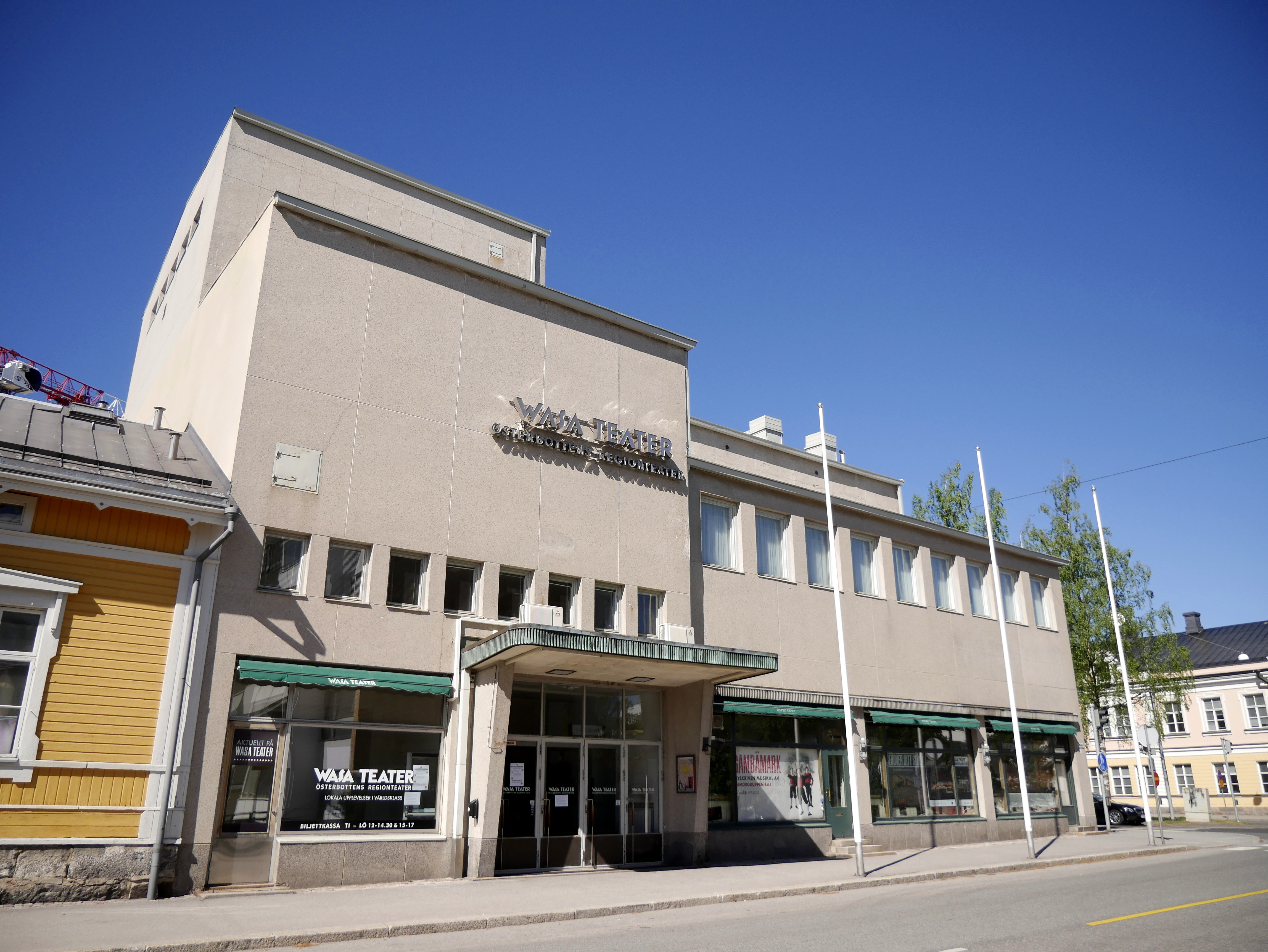
Svenskspråkig Wasa Teater i Vasa, Finland.

En egentlig svensk teater uppkommer först under 1600-talet, om man med det menar skådespel för en bredare allmänhet. Även om man inom de högre samhällsklasserna troligen haft skådespel sedan medeltiden.
Drottning Kristina hade som en del i sin hovhållning skådespel, men det är egentligen med Bollhusteatern i Stockholm som den första permanenta teatern i Sverige startar 1667, och den inreds till en riktigt teater 1699.
Under 1700-talet öppnar allt fler teatrar och det kulminerar med att Gustaf III grundar Kungliga Operan 1777 och Kungliga Dramatiska Teatern 1788. Under denna tid börjar man även skapa dramer skrivna på svenska, och man kan nämna exempelvis;
- Helmfelt av Gustaf III från 1783
- Fale Bure av Jacob De la Gardie från 1795

## Teatern som byggnad

Lokalerna där en pjäs utspelades i antikens Grekland kallades Amfiteater och var optimalt formad för att kunna leverera ett starkt ljud från scenen ända ut till åskådare som satt långt ifrån.

### Utseende

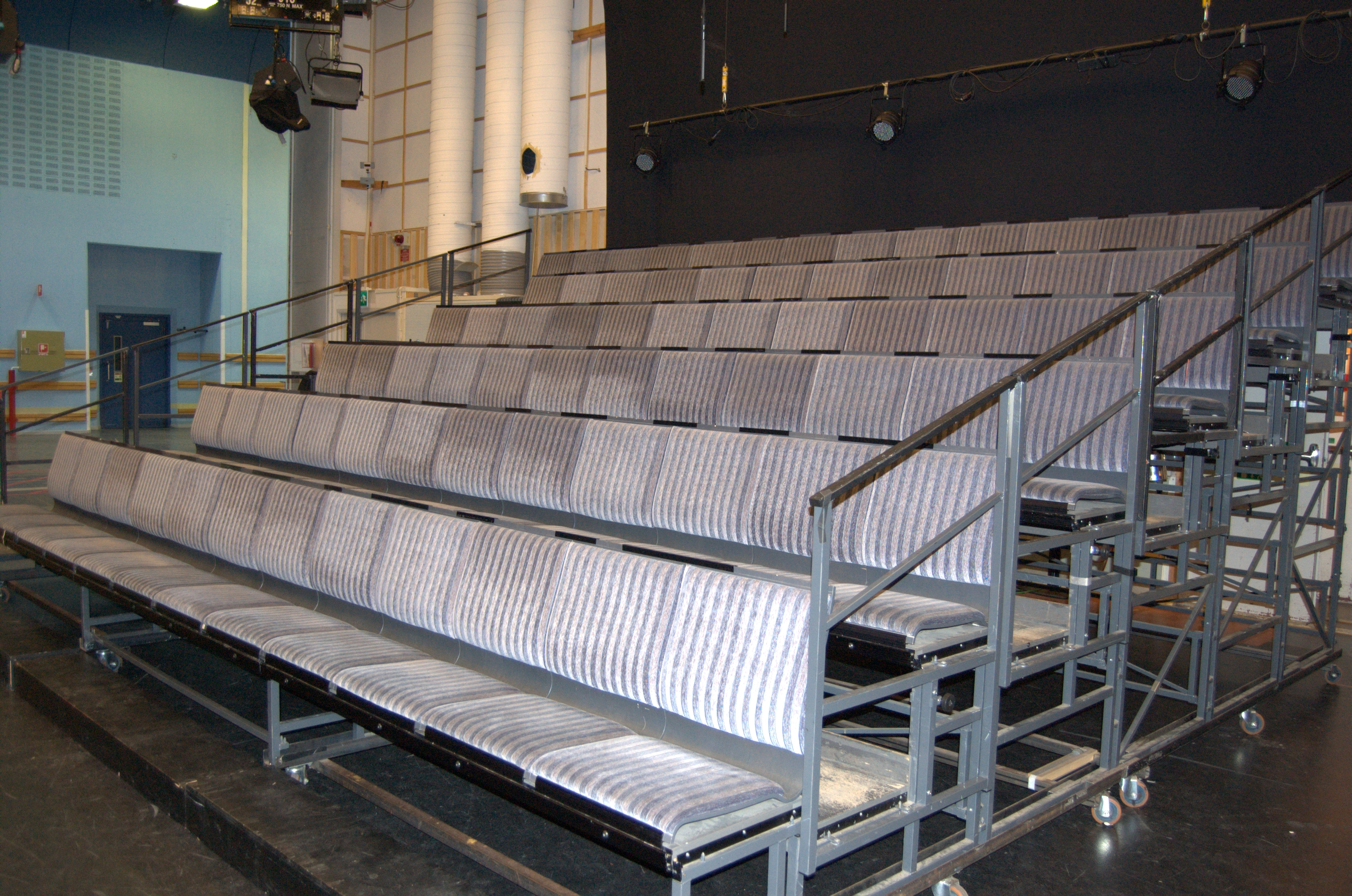
För att publiken längre bak ska kunna se används gradänger.

De gamla grekiska teatrarna var så kallade amfiteatrar och låg utomhus. Själva scenen eller orkestran som det hette på den tiden var en cirkel i mitten där kören och protagonisten stod. Runt om orkestern var sittplatserna som gick upp som en halv tratt från orkestran sett, läktaren kallades teatron. Det fanns oftast ett hus bakom orkestern som hade namnet skene och var en plats för ombyte och andra förberedelser. Man hade också en plats som kallades proscenium och var just belägen framför scenen. Prosceniet var en plats för scenografi, dekor, etc.

## Några svenska teatrar
- Boulevardteatern
- Chinateatern
- Dramaten
- Kungliga Operan
- Folkoperan
- Lorensbergsteatern
- Maximteatern
- Orionteatern
- Teater Brunnsgatan Fyra
- Teater Galeasen
- Teater Halland
- Backa Teater
- Stockholms improvisationsteater
- Stockholms Stadsteater
- Göta Lejon
- Göteborgs Stadsteater
- Göteborgsoperan
- Västerbottensteatern
- Teatersmedjan
- Teater Bhopa
- Värmlandsoperan
- Teater Giljotin
- Intiman
- Östersunds Teaterverkstad

## Barnteater

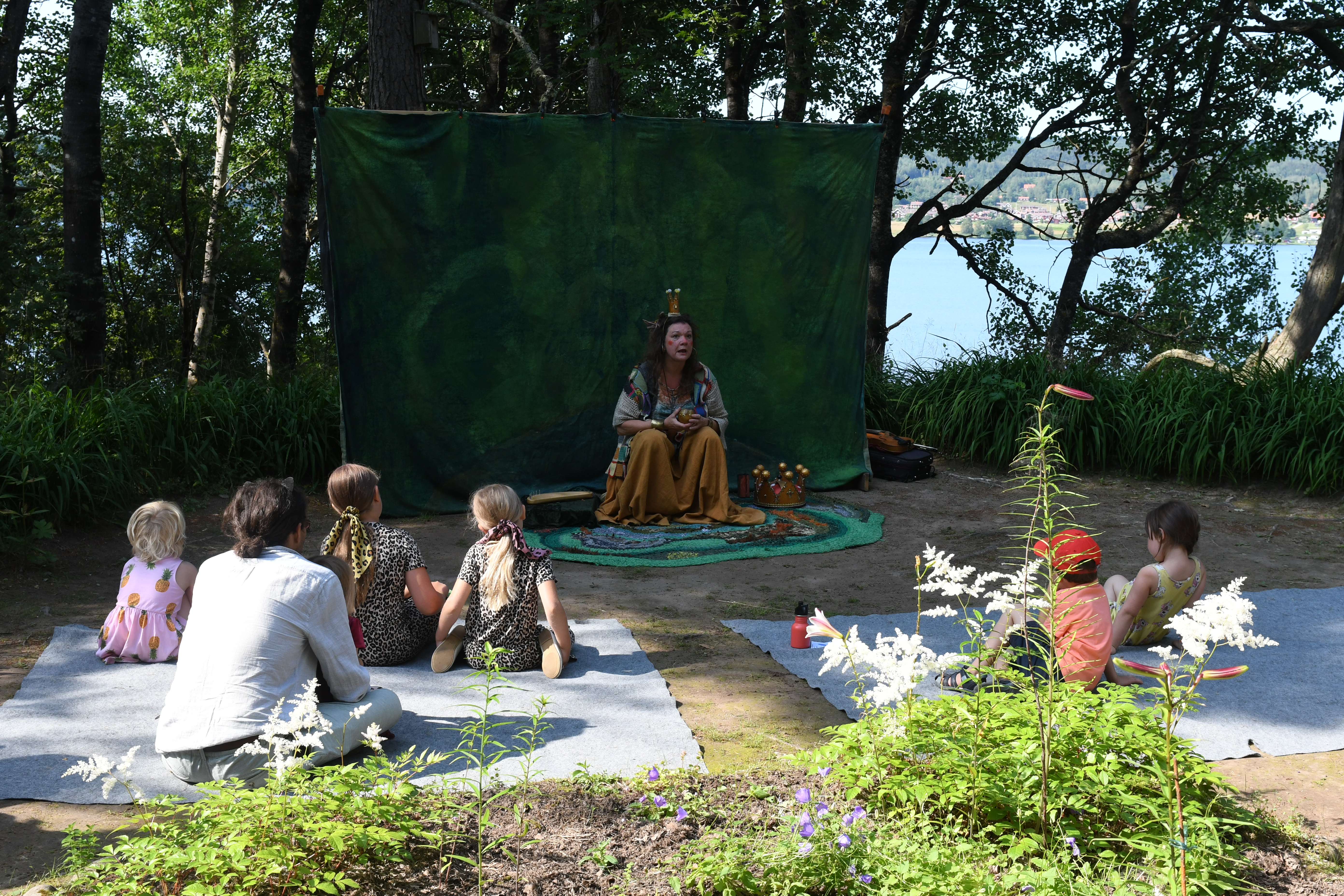
Sagoföreställning med Trollmor under barnteaterveckan på Hildasholm.

Barnteater är teater speciellt riktad till en barnpublik. För små barn är det vanligt med dockteater. Det finns även bebisteater för riktigt små barn. Barnteater spelas både på särskilda barnteatrar och på teatrar som även har en vuxenrepertoar. I samband med barnteaterföreställningar så brukar alltid rekommenderad ålder anges.
Svensk barnteater har en varierad repertoar med bland annat sagospel, dramatiserade barnböcker, bearbetade klassiker, samhällsengagerad dramatik och rena formexperiment. Men kan utläsa tre huvudfåror i målsättningen i svensk barnteater: teater som pedagogik, förströelse och konst. Enskilda föreställningar har ofta fler än en av dessa målsättningar.

## Några ytterligare teatergenrer
- fars
- kabaré
- kabuki
- krogshow
- musikal
- no-teater
- opera
- operett
- revy
- spex
- varieté